# 진천 영수사 신중도
진천 영수사 신중도(鎭川 靈水寺 神衆圖)는 충청북도 진천군 초평면 영수사에 있는 조선시대의 신중도이다. 2011년 2월 1일 충청북도의 유형문화재 제317호 '진천 영수사 신중탱화'로 지정되었다.

## 개요
신중탱화(神衆幀畵)는 불교(佛敎)와 불교를 믿는 국가(國家)와 개인(個人)을 보호(保護)하고 수호(守護)하는 임무(任務)를 띤 화엄신중(華嚴神衆)을 도설(圖說)한 불화(佛畵)이다. 인도에서 불교 성립이전부터 있어 온 재래의 토속신(土俗神)을 불교의 신으로 받아들여 불교의 체계 속에 흡수하여 신중(神衆)이라 부르고 있다. 신중탱화는 불화의 성격을 규정짓는 상·중·하단의 삼단불화(三段佛畵) 가운데 중단(中段)에 위치한다.
현재 영수사(靈水寺)에 보관되어 있는 신중탱화(神衆幀畵)는 불화 하단부에 적힌 묵기를 통해서 1870년에 영수사에 봉안(奉安)되었다.
가로 121.1cm, 세로 96.5cm의 비단바탕에 진한 채색(彩色)을 사용하여 그려져 있다.
화면(畵面)에는 상단(上段)에는 범천(梵天)과 제석천(帝釋天)·금강천(金剛天)을 중심(中心)으로 이루어져 있고, 좌우(左右)로 일월천자(日月天子)와 동자(童子)가 묘사되어 있다. 중(中)·하단(下段)은 팔부중(八部衆)이 자리하고 있다. 전체적(全體的)으로 화면(畵面)을 이등분(二等分)하여 존상(尊像)의 크기를 비슷하게 그려 화면 내에 위계가 반영되지 않았다.
이 탱화의 특징은 제석천·범천·금강천을 중심으로 이루어진 조선후기 신중탱화의 형식과 양식이 잘 갖추어져 있다. 불화(佛畵)를 그린 화사(畵師)의 기록(記錄)이 남아 있고 절대편년(絶代編年)이 나오는 중요한 자료(資料)이다.
진천(鎭川) 영수사(靈水寺) 신중탱화(神衆幀畵)는 조선후기(朝鮮後期) 형식(形式)과 양식(樣式)이 잘 갖추어져 있으며, 화기(畵記)에 불화(佛畵)를 그린 화사(畵師)의 기록(記錄)이 남아 있고 절대편년(絶代編年)이 나오는 중요한 자료(資料)이다.
불화를 그린 화사(畵師)는 수화사(首畵師)인 금어(金魚)로 상월(尙月), 천여(天如), 편수(片手)는 학능(學能), 출초(出草)는 재근(在根), 체훈(體訓)이 맡아 참여하였으며, 이들은 경기도와 전라도, 경상도 등에서 19세기 후반 활발하게 활동하였던 화사들이다.
또한 신중탱화(神衆幀畵)를 그린 화사(畵師)들은 조선후기(朝鮮後期) 불교회화사(佛敎繪畵史)에 있어서 저명(著名)한 인물들이며, 현재 불화(佛畵)의 보존상태(保存狀態)가 매우 양호(良好)하다.

## 참고 자료
- 진천 영수사 신중도 - 국가유산청 국가유산포털